# Atlas (mitología)

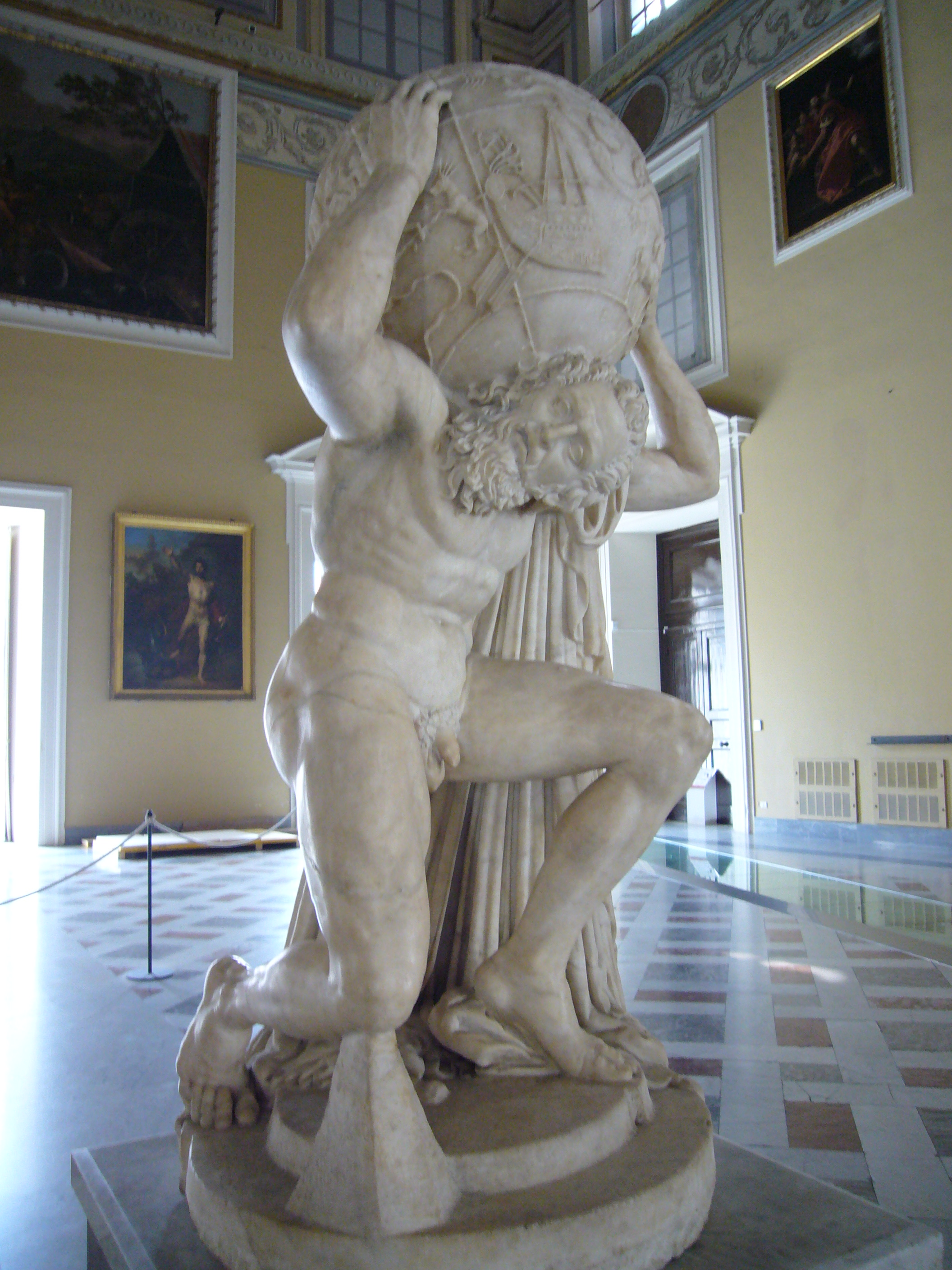
Atlas Farnesio, escultura romana del. Museo Arqueológico Nacional de Nápoles.

En la mitología griega Atlas o Atlante (en griego antiguo: Ἄτλᾱς, -αντος; Átlas, -antos; ‘el portador’, de τλάω tláô, ‘portar’, ‘soportar’) era un titán de segunda generación al que Zeus condenó a cargar sobre sus hombros la bóveda celeste. Su epíteto, Telamón (cuya etimología es similar a la de Atlas), hace referencia a ese castigo físico. Pausanias nos dice que un templo de Zeus en Olimpia exhibía una imagen de madera de Atlante.
Atlas era hijo de Jápeto y de la oceánide Clímene o Asia, aunque otros dicen que su madre fue Asope o Libia. Sus hermanos eran Prometeo, Epimeteo y Menecio. Higino, sin embargo, lo hace hijo de la Tierra y el Éter, y lo cita entre los gigantes y no entre los titanes; aunque el texto del Prefacio, donde hace esta afirmación, está algo corrupto. En cambio un autor lo hace solamente hijo de Jápeto e incluso otra fuente lo imagina directamente como hijo de Urano y Gea.

## Descendencia
La consorte de Atlas en la poesía arcaica era Etra, que sugiere la forma femenina de Éter. Más tarde se la asignaron como consortes a la océanide Pléyone, a Hesperis o a la danaide Bona. Con su consorte fue padre de diversas ninfas astrales colectivas, las Pléyades, las Híades y las Hespérides. También nació de esta unión un hijo, Hías o Hiante, catasterizado como la constelación del Aguador.
A Atlante, como ocurre generalmente con los Japetónidas, se lo relaciona con las estirpes humanas. En su caso a través de sus hijas, las Pléyades, que fueron el origen de muchas de las genealógicas heroicas, entre las que se encuentran al menos las de Corinto, Esparta, Eubea, Micenas, Tebas y Troya. Al menos su nieto Hermes, habido por Maya, es llamado Atlantio como patronímico.
Otras fuentes se refiere a otras hijas individuales, como Mera, Calipso, Dione, Plútide (la madre, por Zeus, de Tántalo) o Pasífae (madre, por Zeus, de Amón). También se dice que Atlante, en unión con Calipso, engendró a Ausón, epónimo de los ausones. O que con una tal ninfa Linos Atlante fue padre de Pélope. También se menciona que tuvo a Heósforo sin mencionar a la consorte.
De acuerdo a una interpretación de Robert Graves, se dice que en el mito pelasgo de la creación se asocia a Febe y Atlante como los titanes asociados con la potencia de la Luna, pero este dato es una conjetura que solo mantiene este autor.

## Etimología
La etimología del nombre Atlas es incierta y sigue discutiéndose: algunos lo derivan de la raíz protoindoeuropea *tel, ‘sostener’, ‘soportar’, mientras otros sugieren que es un nombre preindoeuropeo. Dado que las montañas Atlas están en una región habitada por bereberes, podría ser que el nombre latín tal como lo conocemos fuese tomado del bereber. De hecho, el sol es llamado a menudo ‘el ojo del cielo’ (Tit), y dado que se pone por el oeste, el océano Atlántico puede ser llamado ‘el lugar de ocultación del sol’ o Antal n Tit. Los griegos podrían haber tomado prestado este nombre para el océano, y usado más tarde su raíz atl- para formar el nombre «Atlas».

## Atlas como titán
Atlas acaudilló a los titanes en la Titanomaquia o guerra contra los olímpicos. Hesíodo dice que cuando los titanes fueron derrotados, Zeus condenó a Atlas a cargar con el cielo, muy cerca del jardín de las Hespérides; Homero, en cambio, no se refiere exactamente a la bóveda celeste, sino que cuenta que «Atlante vigila las largas columnas, sustento del cielo», y que al menos una fuente ubica en Libia. También nos dice que conoce todas las profundidades de los mares. Cuando Faetonte se precipitó montado en el carro del Sol, Atlante tuvo que soportar el dolor del firmamento incendiado.
En un principio solo las ninfas Hespérides eran las encargadas de cuidar las manzanas de oro, pero Hera no confiaba en ellas así que envió a Ladón, juntos eran los encargados de vigilar las preciadas manzanas de oro; Atlas recordó la profecía de Temis, amenazó a Perseo y le aconsejó que se fuera. Entonces Perseo sostuvo la cabeza de Medusa ante los ojos del titán, y así lo convirtió en una enorme piedra a la que se llamaría cordillera del Atlas (recientemente se le ha relacionado con el Parco delle Madonie en la provincia de Palermo, Sicilia). Se decía de estas montañas que eran tan altas que tocaban el cielo, aunque sus árboles eran tan densos que impedían subirlas.
Sin embargo, otras versiones cuentan que Heracles, descendiente de Perseo, engañó a Atlas para que recuperase algunas manzanas de oro del jardín de las Hespérides como parte de sus doce trabajos. Prometeo le había aconsejado que no fuese él mismo a buscarlas, sino que enviase a Atlas. Para lograrlo, Heracles se ofreció a sujetar el cielo mientras Atlas iba a buscarlas. Pero al volver, Atlas no quiso aceptar la devolución de los cielos, y dijo que él mismo llevaría las manzanas a Euristeo, el hombre que las había pedido. Heracles lo engañó de nuevo, pidiéndole que sujetase el cielo un momento para acomodarse su capa.

## Atlas como rey

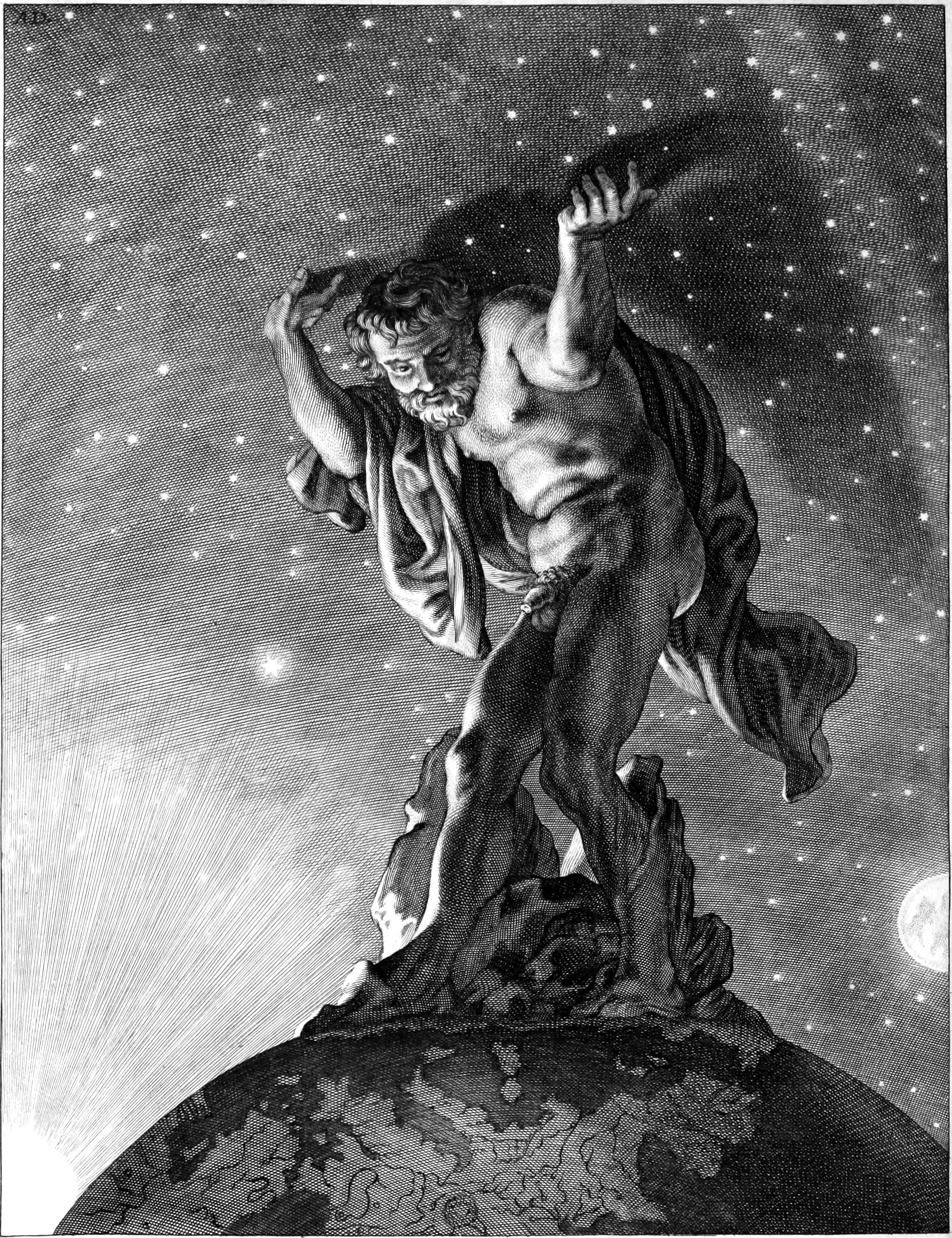
Atlas soportando el cielo

Diodoro Sículo nos ofrece una versión racional del mito. Afirmaba en su Biblioteca histórica que Atlas o Atlante era un mítico rey de Mauritania, en Libia. Se decía que era un sabio filósofo y matemático y un extraordinario astrónomo, descubridor de la esfericidad de las estrellas y artífice del primer globo celeste. Ésta sería la razón por la que terminaría convirtiéndose un personaje fantástico que llevaría el firmamento completo sobre sus hombros.
Atlas se casó con Hesperis, hija de su hermano Héspero, con la que tuvo a las Hespérides, también llamadas Atlántides. La familia poseía rebaños de hermosas ovejas de color dorado. Busiris, el cruel rey de Egipto, envió piratas a raptar a las Hespérides. Mientras estos estaban de camino, Heracles llegó a Egipto y, por otras razones, mató a Busiris. Mientras tanto, los piratas secuestraron a las muchachas mientras éstas jugaban en un jardín, y se marcharon con ellas. Desafortunadamente para ellos, Heracles les encontró mientras comían en una playa. Tras saber por las Hespérides lo que ocurría, mató a todos los piratas y devolvió a las muchachas a su padre Atlas, quien como recompensa le dio las ovejas de oro (adviértase que en griego μήλο mēlo puede significar ‘oveja’ o ‘manzana’) que le había pedido el rey Euristeo de Micenas.
También se menciona a otro Atlante como el rey epónimo de la Atlántida, cuyo nombre deriva de Ἀτλαντὶς νῆσος («isla de Atlante») citado por Platón. No obstante en la versión platónica Atlante no es hijo de Jápeto, sino de Poseidón y una mortal llamada Clito. De ambos nacieron cinco pares de hijos gemelos, siendo Atlas el mayor de ellos.

## Atlas en la cultura

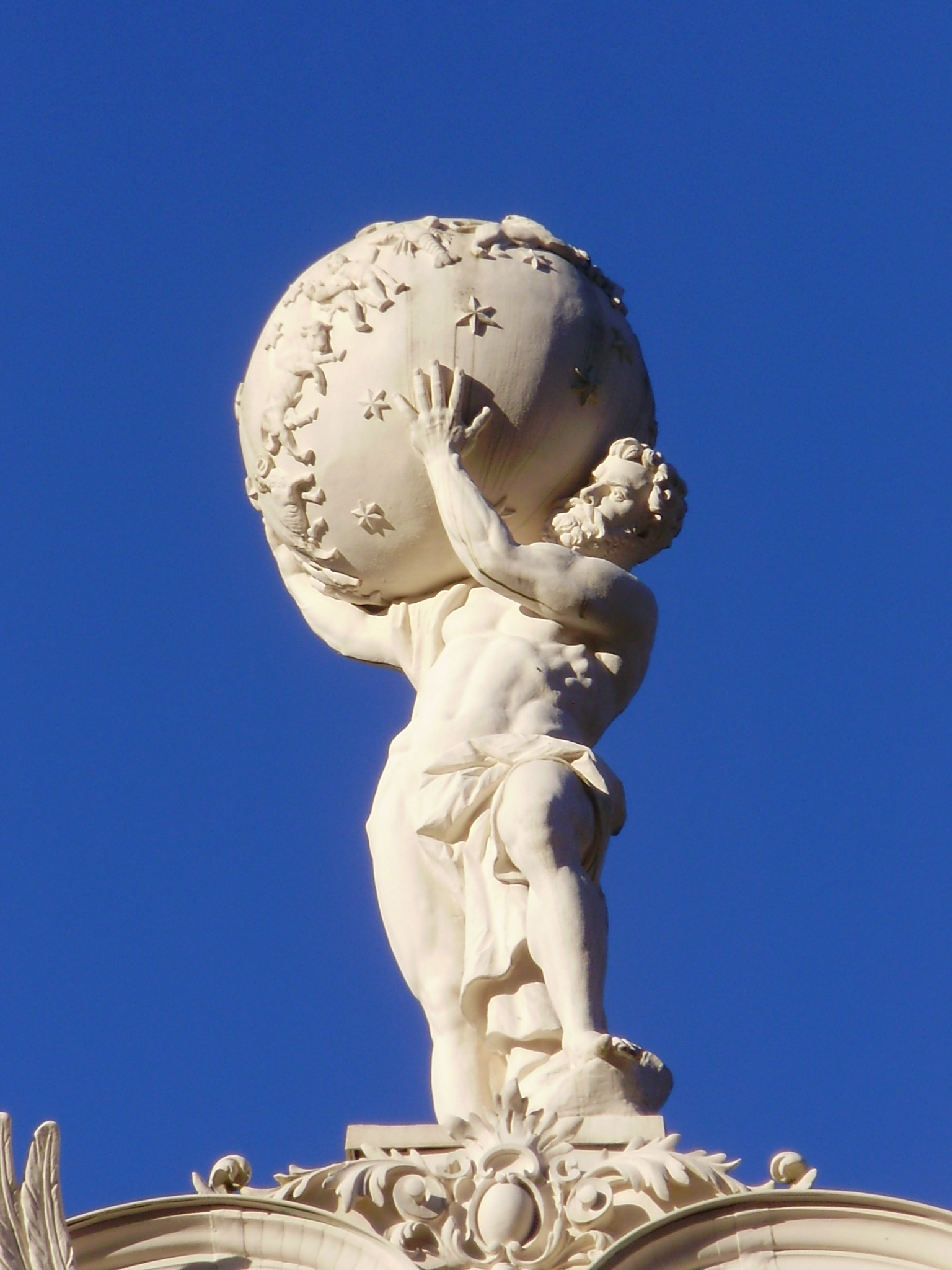
Estatua de Atlas en el palacio Linderhof.

- Aunque desde mediados del siglo XVI es frecuente mostrar al titán Atlas en los atlas cartográficos, no fue a este sino al rey libio a quien el geógrafo Gerardus Mercator rindió tributo cuando usó por primera vez el nombre «atlas» para describir un libro de mapas, al incluir una representación suya en la página-título de su libro Atlas, Sive Cosmographicae Meditationes De Fabrica Mundi... (publicado póstumamente en 1595).
- En psicología, Atlas se utiliza metafóricamente para describir la personalidad de Atlas, la personalidad de alguien cuya infancia se caracterizó por un exceso de responsabilidades.[54]
- Atlas Shrugged es el título de la novela distópica de 1957 de la filósofa Ayn Rand. En ella Rand hace referencia a la popular idea de que Atlas sostiene el mundo entero sobre su espalda, comparando a la clase capitalista e intelectual como "Atlas modernos".
- En anatomía, atlas es la primera vértebra de la columna, la que soporta al cráneo como un globo sobre sus hombros.
- Atlas, Rise! es una canción de la banda de thrash metal Metallica.
- El Atlas Fútbol Club es un equipo de fútbol mexicano representativo de la ciudad de Guadalajara.
- El Atlante F.C. es un equipo de fútbol mexicano con sede en la ciudad de Cancún, Quintana Roo.
- La carátula del disco 5150 de la banda Van Halen está inspirada en Atlas (en este caso era Rick Valente) sosteniendo una esfera con el logo de la banda y con una placa colgada al cuello con el número 5150.
- Bioshock, Atlas es el apodo del antagonista en el popular videojuego del año 2007, Frank Fontaine.

## Galería de imágenes de Atlas

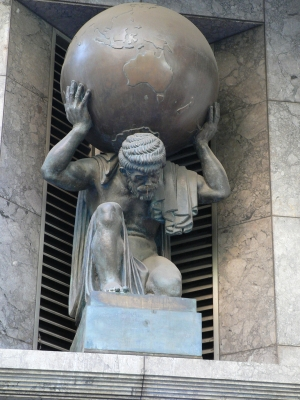
Atlas sostiene el globo terráqueo en un edificio de Collins Street, Melbourne, Australia.
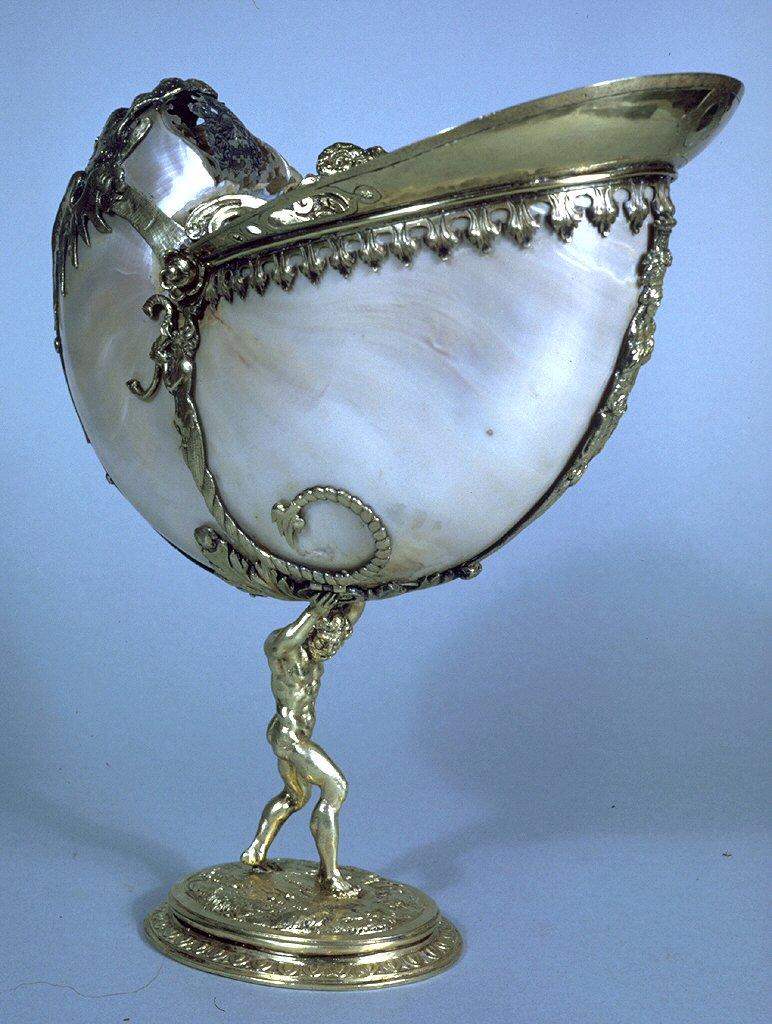
Copa Nautilus. Este lujoso recipiente para beber, destinado a los festines de la corte, de alrededor de 1630, representa a Atlas sosteniendo la concha sobre su espalda (materiales concha de Nautilus y plata, albergado en el Walters Art Museum de Baltimore, EE.UU.).[55] The Walters Art Museum
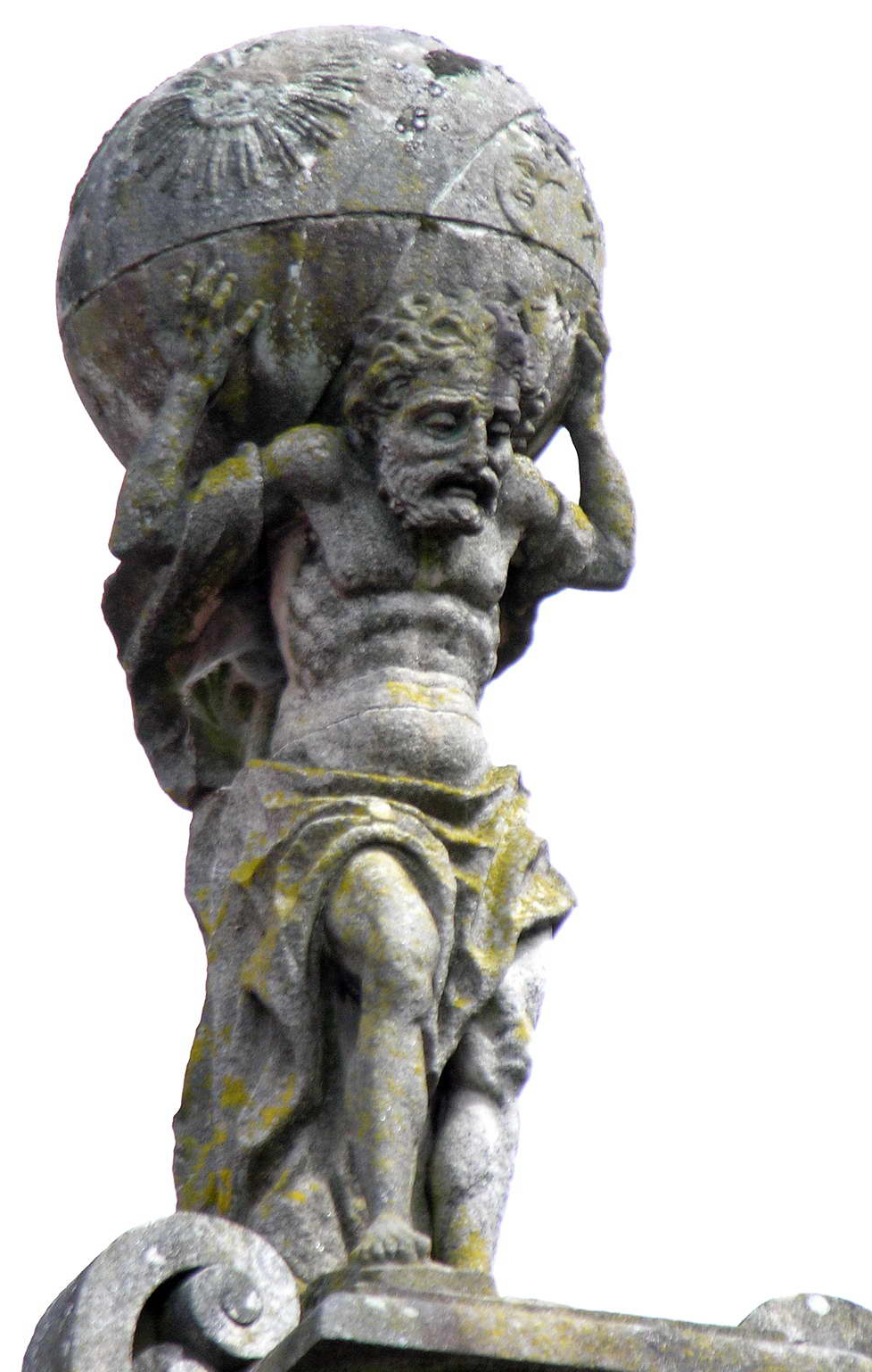
Escultura de Atlas, Praza do Toural, Santiago de Compostela
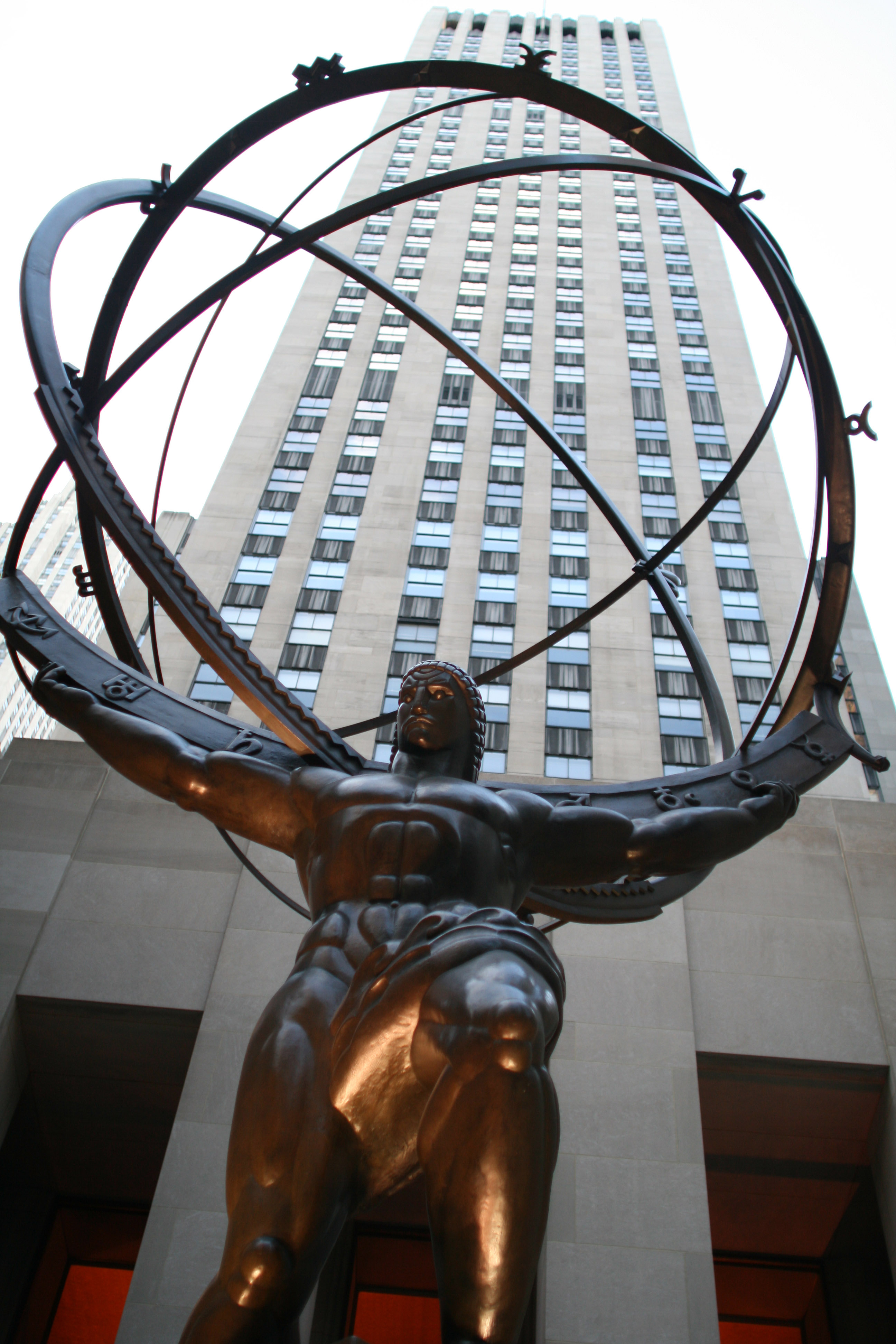
El bronce colosal de Lee Lawrie estatua de Atlas, en el Rockefeller Center, Nueva York
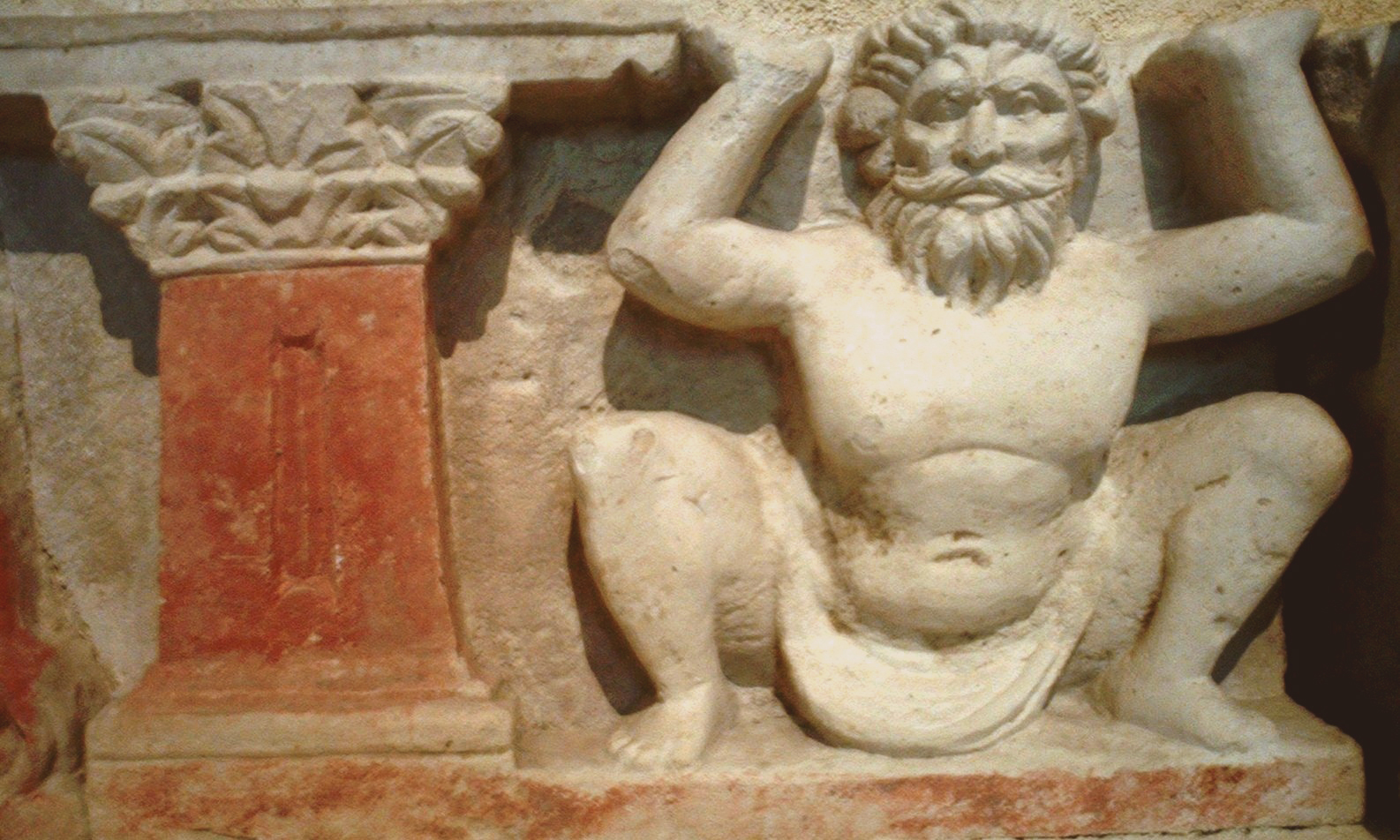
UN Atlas greco-budista (c. 100 d.C.), sosteniendo un monumento budista, en Hadda, Afganistán